# Sidorame Barat II
Sidorame Barat II is een bestuurslaag in het regentschap Medan van de provincie Noord-Sumatra, Indonesië. Sidorame Barat II telt 9082 inwoners (volkstelling 2010).